# Mura Masa
Alex Crossan (5 de abril de 1996), conhecido artisticamente como Mura Masa, é um produtor musical, compositor e multi-instrumentista nascido na ilha de Guernsey.